# Victorino Pérez Prieto
Victorino Pérez Prieto (Hospital de Órbigo, 18 de octubre de 1954), es un escritor y teólogo español.

## Trayectoria
Estudió Filosofía y Teología en el Instituto Teológico Compostelano y en la Universidad Pontificia de Salamanca, donde se licenció en teología y se doctoró con una tesis sobre la teología interreligiosa de Raimon Panikkar. Se doctoró en filosofía en la Universidad de Santiago de Compostela con una tesis sobre el pensamiento imparativo e intercultural de Panikkar.
Ha ejercido como profesor en la Universidad de San Buenaventura (Bogotá) y en la Universidad de La Salle de Madrid hasta su jubilación y ha dirigido cursos de verano en la Universidad de Santiago de Compostela y en la Universidad Internacional Menéndez Pelayo. Actualmente es docente de la Global Ministries University. Fue miembro del consejo editorial de la revista Encrucillada, en la que ha publicado numerosos artículos teológicos. Ha editado los volúmenes VIII y IX de la Obra completa de Raimon Panikkar en español y han aparecido numerosos artículos suyos en otras revistas como Sal terrae, Iglesia viva, El Ciervo, CIRPIT review, Complessitá, etc).
Es miembro de la Asociación de Teólogos Juan XXIII, de la Red Latinoamericana Amerindia de Teólogos y Teólogas, del Centro Interculturale Raimon Panikkar Italia (CIRPIT), de la Red Iberoamericana de Estudiosos de Raimon Panikkar (RIAP) y de la Asociación de Escritores en Lengua Gallega.
Su obra teológica e intelectual se ha centrado en los siguientes temas: la relación entre galleguismo y cristianismo como compromiso cristiano con Galicia, la interculturalidad y la interreligiosidad (particularmente en la relación entre Occidente y Oriente), la relación entre ecologismo y cristianismo (con especial atención, en los últimos años, a una mística ecológica) y una concepción de Dios para hoy, particularmente en una perspectiva trinitaria de un Dios que es relación, hacia dentro y hacia los humanos y el cosmos.

## Selección de obras en gallego
- A xeración "Nós". Galeguismo e relixión, Vigo, 1988.
- Cristiáns e galeguistas, Santiago 1994.
- Do teu verdor cinguido. Ecoloxismo e cristianismo, La Coruña, 1997.
- Prisciliano na cultura galega. Un símbolo necesario, Vigo, 2010.
- A unidade e a harmonía da realidade. Complexidade e ecoloxía, Vigo, 2022.

## Obras en español
- Ecologismo y cristianismo, Santander, 1999.
- Con cuerdas de ternura, Madrid, 2002.
- Más allá de la fragmentación de la teología, el saber y la vida: Raimon Panikkar, Valencia, 2008.
- Dios, hombre, mundo. La Trinidad en Raimon Panikkar, Barcelona, 2008.
- La búsqueda de la armonía en la diversidad. Diálogo ecuménico e interreligioso desde el Concilio Vaticano II. Estella, 2014.
- Espiritualidad ecológica. Una nueva manera de concebir a Dios y nuestra relación con él y con el mundo. Saarbrücken, 2014.
- Diccionario panikkariano (con José Luis Meza Rueda). Barcelona, 2016.
- Un diálogo con Paul Knitter en J.L. Meza, Ed. Budismo y cristianismo en diálogo, Bogotá, 2018.
- Los Tres Ojos del Conocimiento en San Buenaventura. De la reductio Bonaventuriana a Edgar Morin y Raimon Panikkar en J.C. Barrera y Fray Luis F. Benítez Eds. Perspectivas sobre el pensamiento de San Buenaventura de Bagnoregio y otros estudios, Bogotá, 2018.
- La interioridad en las tradiciones religiosas no cristianas en E. Andrés-C.E. Garcés eds. Hacia una teología de la interioridad. Madrid, 2019.
- Raimon Panikkar en Diccionario de Filosofía Ferrater Mora. Girona, 2020.
- Raimon Panikkar. Más allá del racionalismo y el cientifismo: la filosofía como sabiduría del amor y el filósofo como amador en Le pratiche del dialogo dialogale. Scritti su Raimon Panikkar. Milán, 2020.
- La Trinidad divina, la trinidad radical y la perspectiva teantropocósmica de Raimon Panikkar: Dios es relación. Toda la Realidad es relación en Deus semper maior. Miscelánea homenaje al Prof. Santiago del Cura Elena. Salamanca, 2021.
- Raimon Panikkar y Xabier Zubiri en diálogo: Realidad cosmoteándrica y respectividad, en Panikkar hoy. Barcelona, 2022.
- Hacia una ecoteología. Barcelona, 2023.
- La mística en las religiones no cristianas: el reto de la no-dualidad. Madrid, 2024.